# Xã (estado)
Xã (em birmanês: Shan) é um estado da Birmânia (ou Mianmar), cuja capital é Taunggyi. Segundo censo de 2019, havia 6 332 188 habitantes.